# Apanteles parabolus
Apanteles parabolus är en stekelart som först beskrevs av Kotenko 2007.  Apanteles parabolus ingår i släktet Apanteles och familjen bracksteklar. Inga underarter finns listade i Catalogue of Life.